# 黑斯曼毛鼻鯰
黑斯曼毛鼻鯰（学名：Trichomycterus hasemani），為輻鰭魚綱鯰形目毛鼻鯰科的其中一種。分布於南美洲亞馬遜河流域，體長可達1.8公分。

## 扩展阅读
維基物種上的相關：黑斯曼毛鼻鯰